# Боно, Эдвард де
Эдвард де Боно (англ. Edward de Bono; 19 мая 1933, Мальта — 9 июня 2021) — британский психолог и писатель, эксперт в области творческого мышления, изобретатель концепции латерального мышления.

## Биография
Эдвард Чарльз Фрэнсис Публиус де Боно родился 19 мая 1933 года на Мальте. Окончил Колледж Св. Мартина, Мальта; он получил степень доктора медицины в Мальтийском университете, а позже как стипендиат Родса учился в оксфордском колледже Крайст-Чёрч, где получил степень магистра в области психологии. Де Боно также получил степень доктора наук в области медицины в Тринити-колледж, Кембридж и доктора в области юриспруденции в Университете Данди.
Был плодовитым автором, в книге «Пятидневный курс мышления» описал математическую настольную L-игру.
В мае 1994 года он прочитал получасовую лекцию «Мнения», которая транслировалась по телевидению на канале 4 и впоследствии была опубликована в The Independent под названием «Thinking Hats On».
В 2005 году он был номинирован (и попал в шорт-лист) на Нобелевскую премию по экономике. 
Его именем назван астероид 2541 Эдебоно, открытый Любошем Кохутеком.

## Личная жизнь
В 1971 году он женился на Жозефине Холл-Уайт. У них было два сына, Каспар и Чарли. Позже они развелись. В его завещании, опубликованном после его смерти, были названы ещё двое детей, сын Эдвард Секели, также известный как Эдвард де Боно и дочь Юлиана Парс. 

## Книги
- Эдвард де Боно. Гениально! Инструменты решения креативных задач = Serious Creativity: Using the Power of Lateral Thinking to Create New Ideas (1992) ISBN  0-00-255143-8 – A summation of many of De Bono’s ideas on creativity. — М.: Альпина Паблишер, 2015. — 381 с. — ISBN 978-5961448719.
- Эдвард де Боно. Искусство думать: Латеральное мышление как способ решения сложных задач = Lateral Thinking An Introduction. — М.: Альпина Паблишер, 2015. — 172 с. — ISBN 978-5-9614-4905-1.
- «Водная логика» WATER LOGIC ISBN 985-483-634-7
- «Шесть шляп мышления» SIX THINKING HATS ISBN 985-483-635-5
- «Нестандартное Мышление: Самоучитель» ISBN 985-483-589-8
- Латеральное мышление: Учебник творческого мышления. ISBN 985-483-492-1
- «Учите своего ребенка мыслить» ISBN 985-483-460-3
- «Развитие Мышления: Три Пятидневных Курса»
- «Научите себя думать: самоучитель по развитию мышления» ISBN 985-483-458-1
- «Серьёзное творческое мышление» SERIOUS CREATIVITY ISBN 985-483-470-0
- Автор Пол Слоун «Латеральное мышление»
- «Почему мы такие тупые? Когда же человечество научится думать»
- «Я прав — вы заблуждаетесь»

## Курсы, методики
- CoRT (курс по развитию интеллектуальных способностей)
- SixHats (курс по самоорганизации мышления и по творческой работе в группе)
- профессиональная программа «de Bono Thinking 24x7»